# Амакуэка (муниципалитет)
Амакуэка (исп. Amacueca) — муниципалитет в Мексике, в штате Халиско, с административным центром в одноимённом посёлке. Численность населения, по данным переписи 2020 года, составила 5743 человека.

## Общие сведения
Название Amacueca с языка науатль можно перевести как: место у волн лагуны, или место вдали от лагуны, или место амате.
Площадь муниципалитета равна 124,8 км², что составляет 0,2 % от общей площади штата, а наиболее высоко расположенное поселение Эстасьон-де-Микроондас находится на высоте 2202 метра.
Амакуэка граничит с другими муниципалитетами штата Халиско: на севере с Течалута-де-Монтенегро, на востоке с Атояком, на юге с Саюлой, и на западе с Тапальпой.

## Учреждение и состав
Муниципалитет был образован в 1877 году, по данным 2020 года в его состав входит 21 населённый пункт, самые крупные из которых:
| Код INEGI                  | Населённый пункт                                                                   | Численность населения (2005 год) | Численность населения (2010 год) | Численность населения (2020 год) |
| -------------------------- | ---------------------------------------------------------------------------------- | -------------------------------- | -------------------------------- | -------------------------------- |
| 004                        | Всего                                                                              | 5065                             | 5545                             | 5743                             |
| 0001                       | Амакуэка (исп. Amacueca) 20°00′42″ с. ш. 103°36′02″ з. д. (административный центр) | 2585                             | 2875                             | 3025                             |
| 0022                       | Тепек (исп. Tepec) 19°59′22″ с. ш. 103°38′30″ з. д.                                | 1743                             | 1900                             | 2033                             |
| 0008                       | Кофрадия-дель-Росарио (исп. Cofradía del Rosario) 20°01′41″ с. ш. 103°33′25″ з. д. | 290                              | 315                              | 342                              |
| 0004                       | Эль-Апартадеро (исп. El Apartadero) 19°58′51″ с. ш. 103°38′54″ з. д.               | 88                               | 88                               | 108                              |
| —                          | Прочие                                                                             | 359                              | 367                              | 235                              |
| Названия на карте Генштаба |                                                                                    |                                  |                                  |                                  |

## Природные ресурсы
Муниципалитет располагает следующими ресурсами:
- 2108 гектар леса, преимущественно состоящие из таких видов деревьев как сосна, дуб и гикори.

## Экономическая деятельность
По статистическим данным 2000 года, работоспособное население занято по секторам экономики в следующих пропорциях:
- сельское хозяйство, животноводство и рыбная ловля — 54,8 %;
- промышленность и строительство — 15,9 %;
- торговля, сферы услуг и туризма — 24,2 %;
- безработные — 5,1 %.

## Инфраструктура
По статистическим данным 2020 года, инфраструктура развита следующим образом:
- электрификация: 99,6 %;
- водоснабжение: 95 %;
- водоотведение: 99,4 %.